# 沙缽略可汗
沙缽略可汗（拉丁轉寫：Ϊšbara qaγan；？—587年），名阿史那摄图，又称伊利俱卢设莫何始波罗可汗，突厥可汗，乙息记可汗阿史那科罗之子。
佗缽可汗以侄儿摄图为尔伏可汗统东面。581年，佗钵可汗去世，极力反对木杆可汗子大逻便袭位，力主以佗缽之子阿史那庵逻即位。在他支持下，庵逻继位。后庵逻因不堪大逻便责骂构难，于是将汗位让给了摄图，摄图为沙钵略可汗，居都斤山（今杭爱山东支）。为稳定内部，以庵逻居独洛水（今土拉河）称第二可汗，大逻便为阿波可汗，统其属众。摄图以勇著称，部众归心，地方诸部都归附，势力日强，控弦之士四十万。当时，隋朝初创，立足未稳，在可敦北周千金公主的影响下，沙缽略可汗屡次侵犯新兴的隋朝。先联合齐将高宝宁，攻陷临渝镇，进而纵兵自木硖石门两道攻扰武威郡、天水郡、安定郡、金城郡、上郡、弘化郡、延安郡。但隋文帝派长孙晟游说西突厥阿波可汗和达头可汗，以“远交而近攻，高强而合弱”的治突厥之策，从政治上分化突厥的势力，从军事上积极备战，使突厥势减。最后583年四月沙缽略可汗在白道被隋朝打败，丧师千余人。长孙晟分化突厥之策也初见成效，突厥内部发生纷争。沙钵略可汗与达头可汗、阿波可汗、贪汗可汗及其弟处罗侯、从弟地勤察等多方为敌，内外交困。584年九月，只好和隋朝讲和，表示"重叠亲旧”“终不违负”。隋文帝派仆射虞庆则等出使，赐千金公主杨姓，改封为大义公主。沙钵略赠虞庆则马千匹，以从妹嫁给他。后来被达头可汗所困，使赴隋朝告急，表示愿意寄居白道川内，得隋兵应接及衣食赈给。又被阿拔围攻，妻子被掠，又得隋军援助，击败阿拔。于是与隋朝立约，以碛为两国界。585年七月，派遣第七子库合真特勤等出使隋朝，受封为柱国、安国公，从此岁贡不绝。
587年四月，在位七年的沙钵略可汗去世，其弟处罗侯即位，为莫何可汗。588年十二月，莫何可汗向西攻擊鄰國時中箭身亡。沙缽略可汗之子阿史那雍虞闾在1年后成为突厥的都藍可汗。